# Werchau
Werchau è una frazione della città tedesca di Schlieben.

## Amministrazione
La frazione di Werchau è rappresentata da un sindaco di frazione (Ortsvorsteher).